# Јединствена социјалистичка партија Немачке
Јединствена социјалистичка партија Немачке (SED) је била марксистичко-лењинистичка партија на власти у Немачкој Демократској Републици од 1949. до 1990. године. Основана је 1946. године.

## Историјат
Јединствена социјалистичка партија Немачке основана је 21. априла 1946. године, спајањем Социјалдемократске партије Немачке и Комунистичке партије Немачке. Партија је основана у Совјетској окупационој зони Немачке. СЕД је надмоћно победила на изборима 1946. године у целој Совјетској окупационој зони, док је у Берлину добила нешто мање од половине гласова.
До краја 1940-их, из СЕД-а је уклоњена већина социјалиста, који нису били уз марксистичко-лењинистички програм. Све партије у Источној Немачкој морале су да уђу у коалицијску владу Народног фронта, у којем је најјача била СЕД.
Првобитно је СЕД имала огранак и у Западном Берлину, али се 1962. тај огранак отцепио и постао Партија социјалистичког јединства Западног Белрина.
Вођство СЕД-а у другој половини 1980-их година није усвојило Горбачовљеве реформе, него је остало на старој линији.
Након побуна у Источном Немачкој октобра 1989. године, 18. октобра одржано је посебно заседање Политбироа СЕД-а. Ерих Хонекер је био присиљен да поднесе оставку, а вођство над СЕД-ом преузео је реформист Егон Кренц. Парламент ДДР-а повукао је, 1. децембра 1989, Устав у којем је до тада била истакнута водећа улога СЕД-а у друштву Источне Немачке. Дана 3. децембра, Политбиро и Централни комитет СЕД-а у потпуности су дали оставку.
Неки од бивших чланова СЕД-а, децембра 1989, основали су Партију демократског социјализма (ПДС). Вођа партије постао је Грегор Гиси. ПДС је с временом ојачала и остаје једна од утицајнијих партија на подручју бивше Источне Немачке.

## Конгреси
На Првом конгресу, 21. априла 1946, спроведено је уједињење КП Немачке и Социјадемократске партије Немачке. Конгрес је изабрао два председника као вође партије. То су били Вилхелм Пик, бивши вођа КП Немачке, Ото Гротевол, бивши вођа СДП Немачке. Унија две партије спроводена је само у Совјетској окупационој зони.
Други конгрес заседао је од 20. до 24. јула 1947. године. На конгресу је усвојен статут, а Извршни комитет организован је у Централни комитет.
Трећи конгрес заседао је јула 1950. године. На конгресу је потврђена даља национализација индустрије. У то време, 40% радника било је запослено у индустријском сектору.
Шести конгрес заседао је од 15. до 21. јануара 1963. године. Валтер Улбрихт је поново био изабран за секретара партије, а усвојен је и централизованији модел економске политике, тзв. „Нови економски систем“.
Седми конгрес заседао је 1967. године. На конгресу је Ерих Хонекер заговарао повратак на традиционални социјалистички економски систем и напуштање „Новог економског система“.
Осми конгрес заседао је у пролеће 1971. године. На конгресу је објављена жеља за сарадњом са Западном Немачком, доприносима у решавању међународних проблема и за решењем политичког статуса Берлина. После овог, конгреси су заседали сваке пете године.
Девети конгрес заседао је у мају 1976. године. На конгресу су тражена решења за подизање животног стандарда становништва. Разматране су и предности и недостаци Детанта. С једне је стране Источној Немачкој користила економска сарадња са Западном Немачком, али СЕД није гледао позитивно на чињеницу да све више западних Немаца посећује Источну Немачку. Конгрес је истакао чињеницу да све више држава у свету признаје Источну Немачку.
Десети конгрес заседао је априла 1981. године. Ерих Хонекер је поново изабран за секретара СЕД-а. На конгресу је истакнута важност политике усвојене на претходна два конгреса. Хонекер је истакао важност сарадње са Совјетским Савезом. Такође је истакао важност сарадње са афричким, азијским и латиноамеричким државама из којих је све више студената учило студије у Источној Немачкој.
Једанаести конгрес заседао је од 17. до 21. априла 1986. године. Конгрес је потврдио свој тренутни економски и политички курс. Конгресу је присуствовао Михаил Горбачов. Хонекерова политика „конструктивног дијалога“ подударала се са Горбачовљевим позивањем на разоружање и примену детанта у Европи.

## Лидери партије
Званични назив функције био је Први секретар од 1950. до 1976, а затим Генерални секретар од 1976. до 1989. године
- Валтер Улбрихт (јул 1950 — 3. мај 1971)
- Ерих Хонекер (3. мај 1971 — 18. октобар 1989)
- Егон Кренц (18. октобар 1989 — 3. децембар 1989)